# Hallocinetus levigatus
Hallocinetus levigatus là một loài tò vò trong họ Ichneumonidae.